# 헤라클레이아 폰티카
헤라클레이아 폰티카(고대 그리스어: Ἡράκλεια Ποντική)는 비잔틴 시대와 후대의 폰토헤라클레이아(그리스어: Ποντοηράκλεια)로 알려진 고대 도시로, 소아시아의 비티니아 지방에 있는 리코스 하구에 위치했었다. 오늘날에는 터키 종굴다크주 카라데니즈에렐리 위치이다.

## 역사
헤라클레이아 폰티카는 대략 기원전 560년-기원전 558년에 도시 국가 메가라에 의해 세워졌고 헤라클레스의 이름을 따 명명되었는데, 그리스인들은 인근의 아케루시아 곶에 위치한 동굴을 통해 그가 저승에 들어갔다고 믿었다.
식민지 개척자들은 곧 토착민인 마리안디니인들을 복속시켰고  이들은 이제 농노와 유사한 헤일로타이가 되었지만 그들을 고향 땅 밖에 노예로 팔아넘기지 않게 하기로 동의했다. 풍족하고 생산력 높은 인접 토지 및 천연 항구라는 어장을 통해 번영하던 헤라클레이아는 얼마 안되어 저 멀리 동쪽으로는 키토로스 (지데 인근 기데로스)까지 이어지는 해안가로 지배권을 팽창했고, 마침내는 흑해에 자체적인 식민 도시들 (키토로스, 칼라티스, 케르소네소스)을 세우기에 이르렀다. 철학자 헤라클레데스 폰티코스가 태어난 곳이었다.
도시의 번영은 갈라티아와 비티니아에 의해 흔들리기 시작하여, 미트리다테스 전쟁에서 완전히 무너지고 말았다.
그리스의 역사 작가 헤라클레이아의 멤논 (활동 : 서기 1세기)은 헤라클레이아 폰티카의 향토사를 최소 16권 분량으로 썼다. 이 역사서는 사라졌으나, 포티오스 1세의 '비블리오테카'에서 9권에서 16권의 압축된 분량이 남아있으며 당시로서는 존재하는 유일한 것들이었던 듯하다. 이 인용서들은 참주 헤라클레이아의 클레아르코스 (기원전 364년경-353년)의 지배기부터 율리우스 카이사르의 말년 (기원전 40년경)까지를 다루며 여기에는 비티니아 야만족 갈리아인들을 아시아로 들여오는 등 다채로운 이야기들이 많이 담겨 있는데, 이 비티나아인들은 헤라클레이아인들과 처음 동맹을 맺었으나 이후에 돌아서서 격렬하게 싸웠다.
이후에, 헤라클레이아 폰티카는 1000년 이상 로마 (동로마) 제국의 일부로 있었다. 튀르크인들이 1071년 만치케르트 전투 이후 이 지역을 습격했다. 트레비존드의 통치자 알렉시오스 1세의 형제 다비드 콤네노스는 1205년에 헤라클레이아 폰티카를 차지했고 파플라고니아로 불린 그의 영지 수도로 삼았다가 1214년 테오도레 1세 라스카리스에게 상실하였으며 라스카리스는 이곳을 주요 요새로 삼았다. 제노바인들이 1261년 이후 이곳에 식민지를 세웠다. 튀르크인들이 1360년 파를라고니아를 정복하자, 제노바인들은 쇠락하던 비잔티움 제국에서 이 도시를 매입하였다. 헤라클레이아는 이곳에 다수가 정착한 제노바인들의 교육 중심지로 발전하였다. 도시를 내려다볼 수 있는 높이에 있는 요새 유적이 이 시기의 흔적이다. 이탈리아어 명칭은 폰타라키아이었다. 제노바인들은 이곳을 1453년까지 보유하다가 오스만에 빼앗겼다.

## 유명 인물
- 헤로도로스 - 헤라클레이아 출신의 신화학자.[6]
- 헤라클레데스 폰티코스 - 헤라클레이아 출신의 철학자 및 천문학자[7]
- 폰토스의 에바그리오스 - 철학자, 수도사, 금욕주의자
- 크세나고라스 (역사) - 역사가[8]
- 헤라클레이아의 멤논 - 역사가
- 헤라클레이아의 브리손 - 수학자 및 소피스트
- 헤라클레이아의 클레아르코스 - 헤라클레이아의 참주
- 헤라클레이아의 티모테오스 - 클레아르코스의 아들
- 헤라클레이아의 키온 - 참주 클레아르코스 암살을 도운 플라톤의 제자
- 헤라클레이아의 옥시아트레스 - 헤라클레이아의 참주
- 카마일레온 - 철학자
- 헤라클레이아의 프로마티다스 - 역사가[9][10]
- 헤라클레이아의 마르키아노스 - 지리학자
- 헤라클레이아의 니케타스 - 헤라클레이아의 관구장 주교
- 헤라클레이아의 디오니시오스 - 헤라클레이아의 참주
- 아마스트리스 - 헤라클레이아의 참주이자 아케메네스 제국의 다리우스 3세의 조카
- 디오게네이아노스 - 그리스 문법학자
- 테아이테토스 (철학자) - 철학자이자 플라톤의 제자[11]

## 참고 문헌
- 본 문서에는 현재 퍼블릭 도메인에 속한 브리태니커 백과사전 제11판의 내용을 기초로 작성된 내용이 포함되어 있습니다.
- "Outpost of Hellenism: The Emergence of Heraclea on the Black Sea", Stanley Mayer Burstein, University of California Publications:  Classical Studies, 14 (Berkeley, 1976).
- Bittner, Angela (1998). Gesellschaft und Wirtschaft in Herakleia Pontike. Eine Polis zwischen Tyrannis und Selbstverwaltung [Society and economy in Heraclea Pontica. A polis between tyranny and self-government]. Bonn: Habelt, ISBN 3-7749-2824-X.
- Hoepfner, Wolfram (1966). Herakleia Pontike – Ereğli. Eine baugeschichtliche Untersuchung [Heraclea Pontica - Ereğli. An architectural study]. Tituli Asiae Minoris, supplementary volume 1. Vienna: Böhlau.
- Saprykin, Sergei J. (1997). Heracleia Pontica and Tauric Chersonesus before Roman domination. VI–I centuries B.C. Amsterdam: Hakkert, ISBN 90-256-1109-5.